# ليونارد هورويتز
ليونارد جورج هورويتز (بالإنجليزية: Leonard Horowitz)‏ هو أحد أهم العلماء العالميين الأمريكيين في مجال الأمراض الناشئة والصحة العامة. ولد سنة 1952 م. تخرج من جامعة تافتس لطب الأسنان مع مرتبة الشرف. منح الزمالة في العلوم السلوكية من جامعة روتشيستر. حصل على الماجستير في الصحة العامة من جامعة هارفرد. درس العوامل النفسية وتأثيرها على الصحة العامة والوقاية من الأمراض. حصل على الدكتوراه من جامعة تافتس، تخصص في الأمراض الناشئة والصحة العامة. أصدر 16 كتابا حققت ثلاث منها المرتبة الأعلى مبيعا. اختارته المنظمة العامة للصحة الطبيعية سنة 1999 «مؤلف العام». كما كرمته المنظمة الدولية للطب الطبيعي سنة 2006 كمفكر عالمي رائد في الصحة العامة. عمل على مدى 30 سنة على رصد الأمراض الناشئة ونشر الوعي بالصحة العامة حول العالم.

## السيرة الشخصية
من بين الكتب المعروفة لهورويتز «البراءة القاتلة: حل لغز جريمة القتل الأكبر في تاريخ الطب الأميركي (1994)»، الذي يدعي فيه أن طبيب الأسنان ديفيد آيسر الذي عالج كيمبرلي بيرغاليس كان شاذًا جنسيًا، وسفاحًا حيث استخدم فيروس نقص المناعة المكتسب كسلاح للقتل العمد. وكتابه «الفيروسات الناشئة الإيدز والإيبولا هل هي طبيعية أم بالصدفة أم متعمدة؟ (1996)»، والتي تقدم النظرية القائلة بأن الإيدز والإيبولا هي من صناعة الحكومة الأمريكية واضعا فكرة الحرب البيولوجية والإبادة الجماعية في الاعتبار. وهو كمؤلف قد ابتعد في مواضيعه عن تقديم المشورة للصحة العامة وطب الأسنان، وانضم إلى المنادين بنظريات المؤامرة المرتبطة بالصحة، وأصبح معارضًا لتطعيم، ونادى بعلاجات العصر الجديد، مع عناصر من علم الأعداد وسفر الرؤية المسيحي.
يعمل هورويتز وثيقا مع بعض البائعين على شبكة الإنترنت «للصحة الشمولية» التي تعالج أنواعا مختلفة، وأحيانا إنشاء مواقعهم على شبكة الإنترنت. في أعقاب ظهور مرض السارس سنة 2003، روج مع بعض مساعديه ما وصفوه بـ «العلاج الفعال» للمرض، وهي مجموعة من منتجات المداواة الطبيعية (Naturopathy)، وقد حملت المنتجات اسم «أورباني»؛ نسبة إلى الطبيب الإيطالي كارلو أورباني، الذي أصيب بالسارس وتوفي به لاحقًا، وهو أول من تحدث عن المرض إلى منظمة الصحة العالمية. حذرت كل من إدارة الأدوية والأغذية الأمريكية ومفوضية التبادل الحر الأمريكية هورويتز عن مخالفات تنظيمية واضحة لهذه المنتجات، ولكنه لم يتوقف عن تسويق علاج السارس. وقد حاول هورويتز تشغيل منتجع صحي في هاواي، يسمى Steam Vent Innا . ويبدو أنه قد أوقف ذلك منذ عام 2006.
لقت نظريات هورويتز حول الفيروسات ومخاطر التطعيم استقبالا جيدًا في بعض الأوساط. في العديد من المواقع عدا موقع هورويتز نفسه، اقترح موقع بو جريتز (Bo Gritz) بأن هورويتز يستحق جائزة نوبل. وقد حذرت منظمة أمة الإسلام الآباء الأفارقة الأمريكيين من تطعيم أطفالهم، ويبدو أن لوهورويتز تأثيرًا كبيرًا على قرارهم في هذا الإعلان.
وفي يوم 28 مايو سنة 2008 م، ذكر جرميا رايت، وهو القس السابق لباراك أوباما في الكنيسة المتحدة للثالوث المسيح في شيكاغو، في خطبته دفاعًا عن كتاب هورويتز «الفيروسات الناشئة الإيدز والإيبولا» أن الحكومة الاميركية «كذبت بشأن اختراع فيروس نقص المناعة المكتسبة كوسيلة من وسائل الإبادة الجماعية ضد الشعوب الملونة». وقد يعد هورويتز من مساندي نظرية المؤامرة حيث كان من المتحدثين في مؤتمرات المؤامرة أعوام 2001 و2004 و2007.

## وصلات خارجية
بلا حدود- ليونارد هورويتز على يوتيوبالجزيرة على اليوتيوب